# Мешкитела (Селорику-да-Бейра)
Мешкитела (порт. Mesquitela) — район (фрегезия) в Португалии, входит в округ Гуарда. Является составной частью муниципалитета Селорику-да-Бейра. По старому административному делению входил в провинцию Бейра-Алта. Входит в экономико-статистический субрегион Бейра-Интериор-Норте, который входит в Центральный регион. Население составляет 308 человек на 2001 год. Занимает площадь 16,59 км².
Покровителем района считается Дева Мария (порт. Nossa Senhora do Rosário).